# 玉山拟折叶藓
玉山拟折叶藓（学名：[Pseudopleuropus morrisonensis] 错误：{{Lang}}：文本有斜体标记（帮助））为薄罗藓科拟折叶藓属下的一个种。